# Kalabakan (ville)
Pour le fleuve, voir Kalabakan.
Kalabakan est une ville de Malaisie qui se trouve dans l'État du Sabah. En 2009 sa population était de 4 000 habitants.